# Cecilio Zunzunegui
Cecilio Zunzunegui Lablanca (El Puerto de Santa María, 23 maggio 1957) è un ex calciatore spagnolo, di ruolo difensore.

## Carriera
Fu notato dal Barcellona mentre giocava nella Tercera División con il Racing Portuense, la squadra della sua città. All'età di 20 anni quindi fu incorporato nel settore giovanile blaugrana, giocando una stagione con il Barcellona Atlètic.
Nella stagione 1978-1979 fu ceduto all'Almería per fare esperienza. Vinse la Segunda División spagnola 1978-1979 giocando da titolare con José María Maguregi come allenatore.
Rientrato al Barcellona, fu ceduto nuovamente all'Hércules, questa volta nella Primera División spagnola. Esordì così nella massima serie spagnola, il 9 settembre 1979 contro l'Atlético Madrid. Dopo una stagione da titolare con il club di Alicante, tornò al Barcellona. Affrontò una parte del precampionato estivo con i catalani, prima di essere nuovamente ceduto in prestito all'Hércules di Koldo Aguirre.
Nell'estate del 1981 venne ceduto al Real Saragozza nell'ambito dell'operazione di calciomercato che portò Víctor Muñoz al Barcellona. Resta in Aragona per due anni, allenato da Leo Beenhakker, trovando però poco spazio in squadra.
Una volta scaduto il contratto con il Real Saragozza, nel 1983, passò al CE Sabadell, militante nella Segunda División B. Fu uno dei protagonisti di una tappa storica del club, che ottenne una doppia promozione, fino al ritorno nella Liga spagnola 1986-1987.
Nella stagione 1987-1988 giocò con il Recreativo Huelva in Segunda División, allenato da Manolo Cardo, successivamente, nel 1988-1989 giocò al Cartagena, in Segunda B.
Chiuse la carriera dove aveva cominciato, nel Racing Portuense, in Tercera División, prima di ritirarsi nel 1992.

## Palmarès

### Club

#### Competizioni nazionali
- Segunda División spagnola: 1

Almeria: 1978-1979
- Segunda División B spagnola: 1

Sabadell: 1983-1984